# Chinese Taipei Ice Hockey Federation
Die Chinese Taipei Ice Hockey Federation ist der nationale Eishockeyverband der Republik China (Taiwan). 

## Geschichte
Der Verband wurde am 1. September 1983 in die Internationale Eishockey-Föderation aufgenommen. Der Verband gehört zu den IIHF-Vollmitgliedern. Aktueller Präsident ist Wen-Jun Pai. 
Der Verband kümmert sich überwiegend um die Durchführung der Spiele der Eishockeynationalmannschaft der Republik China und der Junioren-Mannschaften. Zudem organisiert der Verband den Spielbetrieb auf Vereinsebene, unter anderem in der Chinese Taipei Ice Hockey League.